# 日曜ワンダー!
『日曜ワンダー!』（にちようワンダー!）は、2020年10月4日から2021年3月21日までフジテレビ系列で、毎週日曜日の20:00 - 21:54（JST）に放送された単発特別番組枠。全17回。

## 概要
2019年10月から同時間帯で、ノンフィクションに特化した『日曜THEリアル!』を放送してきたが、2020年10月改編に伴いリニューアル。バラエティ色を強め、お笑い第七世代と呼ばれる芸人らが出演するバラエティや、音楽番組など、家族そろって楽しめるラインナップを放送していく。
当番組は『日曜THEリアル!』前期の様なOPタイトルや、同後期の様な「画面左隅にタイトル表示」は一切行われていない。
2021年3月21日の放送をもって終了、同年4月改編で『日バラ8』にリニューアルされた。

## 放送内容
| 2020年（令和2年） |               |                                                                                  | |                            |                                      |
| 回                | 放送日        | 放送番組                                                                         | 主な出演者 | アナウンサー・ナレーター   | 備考                                 |
| ----------------- | ------------- | -------------------------------------------------------------------------------- | --- | -------------------------- | ------------------------------------ |
| 1                 | 2020年10月4日 | 実録ドラマ 3つの取調室 埼玉愛犬家連続殺人事件                                    | 水野美紀、内山理名、内田朝陽、岡田浩暉、湯江タケユキ、宮川一朗太、鶴見辰吾 | なし                       | 15分拡大 （20:00 - 22:09）           |
| 2                 | 10月11日      | 逃走中～ハンターと鋼鉄の魔神～                                                   | 厚切りジェイソン、伊沢拓司、カジサック（キングコング・梶原雄太）、香音 、川西拓実（JO1）、後藤拓実（四千頭身）、早乙女太一、下野紘、新庄剛志、杉野遥亮、チョコレートプラネット、土井レミイ杏利、野崎萌香、樋口日奈（乃木坂46）、ミルクボーイ、村上佳菜子、山田親太朗、ゆん（ヴァンゆん） | ナレーター：マーク・大喜多 | 1時間拡大 (19:00 - 21:54) データ放送 |
| 3                 | 10月18日      | 逮捕の瞬間!警察24時 発生!コロナ禍で闘う警察官SP                                  | 司会：タカアンドトシ、岡田結実 専門家：佐々木成三（元：埼玉県警察） | ナレーター：屋良有作       |                                      |
| 4                 | 10月25日      | 警察カメラが目撃!ワールドポリスカム2                                             | （VTRのため出演者なし） | ナレーター：羽佐間道夫     |                                      |
| 5                 | 11月8日       | 鬼旨ラーメンGP秋                                                                 | 全国各地のラーメン屋 |                            |                                      |
| 6                 | 11月15日      | アンタッチャブルのおバカワいい映像バトル                                         | アンタッチャブル |                            |                                      |
| 7                 | 11月22日      | 超水上サバイバルオチルナ!                                                        | 司令官：若林正恭（オードリー） プレイヤーリーダー：春日俊彰（オードリー） | ナレーター：中井和哉       |                                      |
| 8                 | 11月29日      | 千鳥の対決旅                                                                     | 司会：千鳥 出演者：秋山竜次（ロバート）、田中卓志（アンガールズ）、かまいたち、宮下草薙、チョコレートプラネット、EXIT、四千頭身 |                            |                                      |
| 9                 | 12月13日      | 中居正広のプロ野球珍プレー好プレー大賞2020 全集中 珍プレー誕生の地へ時を戻そうSP | MC：中居正広 サブMC：アンタッチャブル 審査委員長：徳光和夫 審査委員：今田美桜、ゆきぽよ、高岸宏行（ティモンディ） | 杉原千尋                   |                                      |

| 2021年（令和3年） |         |                                                                         | |                          |                                              |
| 回                | 放送日  | 放送番組                                                                | 主な出演者 | アナウンサー・ナレーター | 備考                                         |
| ----------------- | ------- | ----------------------------------------------------------------------- | --- | ------------------------ | -------------------------------------------- |
| 10                | 1月17日 | 逮捕の瞬間!警察24時 コロナ時代に闘う!熱き警察官SP【「教場」涙の卒業式】 | 司会：タカアンドトシ、岡田結実 | ナレーター：屋良有作     |                                              |
| 11                | 1月24日 | アンタッチャブルのおバカワいい映像バトル                                | アンタッチャブル |                          |                                              |
| 12                | 1月31日 | 人気芸能人がマジ調査!鬼旨スイーツGP【コンビニ&ファミレスNo.1商品決定】  | |                          |                                              |
| 13                | 2月7日  | 超絶!THE空中サバイバル                                                  | 司会：かまいたち 出演者：朝日奈央、渋谷凪咲、池間夏海、内田篤人 |                          | 1時間拡大 （19:00 - 21:54）                  |
| 14                | 2月14日 | ザ・白黒リベンジャーズ                                                  | 司会：チョコレートプラネット |                          |                                              |
| 15                | 2月28日 | 超ド級!世界のありえない映像大賞9                                        | 審査委員長：船越英一郎 審査員：北山宏光（Kis-My-Ft2）、平祐奈、高橋茂雄（サバンナ）、森泉 | 進行：榎並大二郎、渡邊渚 |                                              |
| 16                | 3月14日 | 芸人記者 ニュースマン                                                   | 太田光（爆笑問題）、カズレーザー | ナレーター：窪田等       |                                              |
| 17                | 3月21日 | Battle for money 戦闘中                                                 | 石田ニコル、稲村亜美、ELLY（三代目 J SOUL BROTHERS from EXILE TRIBE）、川﨑宗則、小宮浩信（三四郎）、佐野玲於（GENERATIONS from EXILE TRIBE）、潮田玲子、鈴木伸之、鈴木福、ティモンディ、那須川天心、ナダル（コロコロチキチキペッパーズ）、野田クリスタル（マヂカルラブリー）、ぺこぱ、山中慎介、横川尚隆、横山由依（AKB48）、RENA |                          | 最終回 1時間拡大（19:00 - 21:54） データ放送 |

## 休止
19:00の『ジャンクSPORTS』（第2期）の拡大版や22:00の『Mr.サンデー』（フジテレビ・関西テレビ共同制作）の拡大版は、当番組扱いはされない。また、19:00（もしくは20:00）からスポーツ中継やバラエティ特番
が入った場合は休止する場合がある。

### 2020年
- 11月1日：『ビジでんスペシャル 井上尚弥ラスベガス防衛戦 WBA・IBF世界バンタム級タイトルマッチ』「井上尚弥×ジェイソン・マロニー」（20:00 - 21:00）、『Mr.サンデー スペシャル 激突!運命の4番勝負』（21:00 - 23:09）のため休止。
- 12月6日：『THE MANZAI 2020 マスターズ』（19:00 - 21:54）のため休止。
- 12月20日：『鬼滅の刃 柱合会議・蝶屋敷編』（18:59 - 21:14）、『Mr.サンデー スペシャル』（21:20 - 23:29）のため休止。
- 12月27日：『第89回全日本フィギュアスケート選手権』（19:00 - 21:25）、『Mr.サンデー スペシャル』（21:25 - 23:34）のため休止[注 3]。

### 2021年
- 1月3日：『VS魂 初回3時間生放送スペシャル』（18:00 - 21:00）、『新春スペシャルドラマ 教場II 前編』（21:00 - 23:25）のため休止。
- 1月10日：『爆買い☆スター恩返し 第4弾 新春スペシャル』（19:00 - 21:54）のため休止。
- 2月21日：『ジャンクSPORTS 3時間スペシャル』（19:00 - 21:54）のため休止。
- 3月7日：『U-NEXT PRESENTS R-1グランプリ2021』（19:00 - 21:00）、『Mr.サンデースペシャル』（21:00 - 23:15）のため休止｡

## ネット局
| 放送対象地域   | 放送局                    | 系列           | 放送時間           | ネット状況                   | 備考                         |
| -------------- | ------------------------- | -------------- | ------------------ | ---------------------------- | ---------------------------- |
| 関東広域圏     | フジテレビ（CX）          | フジテレビ系列 | 日曜 20:00 - 21:54 | 【制作局】（同時フルネット） | 【制作局】（同時フルネット） |
| 岩手県         | 岩手めんこいテレビ（mit） | フジテレビ系列 | 日曜 20:00 - 21:54 | 同時フルネット               |                              |
| 宮城県         | 仙台放送（OX）            | フジテレビ系列 | 日曜 20:00 - 21:54 | 同時フルネット               |                              |
| 秋田県         | 秋田テレビ（AKT）         | フジテレビ系列 | 日曜 20:00 - 21:54 | 同時フルネット               |                              |
| 山形県         | さくらんぼテレビ（SAY）   | フジテレビ系列 | 日曜 20:00 - 21:54 | 同時フルネット               |                              |
| 福島県         | 福島テレビ（FTV）         | フジテレビ系列 | 日曜 20:00 - 21:54 | 同時フルネット               |                              |
| 静岡県         | テレビ静岡（SUT）         | フジテレビ系列 | 日曜 20:00 - 21:54 | 同時フルネット               |                              |
| 石川県         | 石川テレビ（ITC）         | フジテレビ系列 | 日曜 20:00 - 21:54 | 同時フルネット               |                              |
| 福井県         | 福井テレビ（FTB）         | フジテレビ系列 | 日曜 20:00 - 21:54 | 同時フルネット               |                              |
| 近畿広域圏     | 関西テレビ（KTV）         | フジテレビ系列 | 日曜 20:00 - 21:54 | 同時フルネット               |                              |
| 島根県・鳥取県 | 山陰中央テレビ（TSK）     | フジテレビ系列 | 日曜 20:00 - 21:54 | 同時フルネット               |                              |
| 岡山県・香川県 | 岡山放送（OHK）           | フジテレビ系列 | 日曜 20:00 - 21:54 | 同時フルネット               |                              |
| 広島県         | テレビ新広島（TSS）       | フジテレビ系列 | 日曜 20:00 - 21:54 | 同時フルネット               |                              |
| 愛媛県         | テレビ愛媛（EBC）         | フジテレビ系列 | 日曜 20:00 - 21:54 | 同時フルネット               |                              |
| 高知県         | 高知さんさんテレビ（KSS） | フジテレビ系列 | 日曜 20:00 - 21:54 | 同時フルネット               |                              |
| 福岡県         | テレビ西日本（TNC）       | フジテレビ系列 | 日曜 20:00 - 21:54 | 同時フルネット               |                              |
| 佐賀県         | サガテレビ（STS）         | フジテレビ系列 | 日曜 20:00 - 21:54 | 同時フルネット               |                              |
| 長崎県         | テレビ長崎（KTN）         | フジテレビ系列 | 日曜 20:00 - 21:54 | 同時フルネット               |                              |
| 熊本県         | テレビ熊本（TKU）         | フジテレビ系列 | 日曜 20:00 - 21:54 | 同時フルネット               |                              |
| 鹿児島県       | 鹿児島テレビ（KTS）       | フジテレビ系列 | 日曜 20:00 - 21:54 | 同時フルネット               |                              |
| 北海道         | 北海道文化放送（UHB)      | フジテレビ系列 | 日曜 20:00 - 21:48 | 同時ネット （21:48飛び降り） | [ 注 4 ]                     |
| 新潟県         | NST新潟総合テレビ（NST）  | フジテレビ系列 | 日曜 20:00 - 21:48 | 同時ネット （21:48飛び降り） | [ 注 5 ]                     |
| 長野県         | 長野放送（NBS）           | フジテレビ系列 | 日曜 20:00 - 21:48 | 同時ネット （21:48飛び降り） | [ 注 6 ]                     |
| 富山県         | 富山テレビ（BBT）         | フジテレビ系列 | 日曜 20:00 - 21:48 | 同時ネット （21:48飛び降り） | [ 注 7 ]                     |
| 中京広域圏     | 東海テレビ（THK）         | フジテレビ系列 | 日曜 20:00 - 21:48 | 同時ネット （21:48飛び降り） | [ 注 8 ]                     |
| 沖縄県         | 沖縄テレビ（OTV）         | フジテレビ系列 | 日曜 20:00 - 21:48 | 同時ネット （21:48飛び降り） | [ 注 9 ]                     |

- 番組終盤の21:48 - 21:54はローカルセールス枠のため、フジテレビ以外の通常時同時フルネット局でも臨時に21:48で飛び降りした[注 10]一方、通常時同時ネット局でも臨時フルネットで放送する場合があった。
- 次番組の都合により飛び降り点は設けられず全局同時フルネットとなる場合もあった。
- 本番組の時間帯が日本テレビ系列との同時ネット枠[注 11]となっているテレビ大分（TOS、大分県）とテレビ宮崎（UMK、宮崎県）は、『日曜ファミリア』・『ニチファミ!』・『日曜THEリアル!』と同様に、主に週末日中を中心に全編ローカルセールス枠での不定期放送で、一部番組は非ネット扱いとなった。

## 問題となった放送内容
- 2021年2月7日放送の『超絶!THE空中サバイバル』内の「フロントガラスが吹き飛び機長が外に」「前輪が横向き」と題した2つのコーナーの内容が、2018年3月および2016年3月に日本テレビ系列で放送された特番『体感!奇跡のリアルタイム』（読売テレビ制作）のVTRの構成やナレーション、文字スーパーの表記がほぼ同じで、使用されたCGも酷似していることが読売テレビからの指摘によって明らかになった。フジテレビは同年6月「読売テレビからご指摘を受けて同社に謝罪いたしました。今後、放送内容の確認をさらに徹底することにより、このようなことがないよう再発防止に努めてまいります」とする謝罪コメントを出した[5]。